# Steve Barnett
Steven William Barnett, detto Steve (Los Angeles, 6 giugno 1943), è un ex pallanuotista statunitense, vincitore di una medaglia di bronzo a Monaco 1972.